# Xã Leef, Quận Madison, Illinois
Xã Leef (tiếng Anh: Leef Township) là một xã thuộc quận Madison, tiểu bang Illinois, Hoa Kỳ. Năm 2010, dân số của xã này là 628 người.